# سوارکار برنزی (شعر)
سوارکار برنزی: یک داستان پترزبورگ (به روسی: Медный всадник: Петербургская повесть) یک شعر روایی است که توسط الکساندر پوشکین شاعر مشهور روس در سال ۱۸۳۳ میلادی سروده شده است. محتوای این شعر اشاره به بنای سوارکار برنزی، یادبود پتر کبیر در شهر سنت پترزبورگ و سیلاب بزرگ‌سال ۱۸۲۴ در این شهر دارد. این اثر تا پس از مرگ پوشکین به‌طور کامل منتشر نشد؛ زیرا آثار او به دلیل ماهیت سیاسی بیشتر نوشته‌هایش تحت سانسور حکومت بود. سوارکار برنزی که پیوسته به عنوان «موفق‌ترین شعر روایی پوشکین» شناخته می‌شود، تأثیری ماندگار بر ادبیات روسیه داشته است. یک منتقد دانشنامهٔ ادبی، این شعر را به عنوان «بهترین شعر در زبان روسی و حتی بهترین شعری که در قرن نوزدهم در هر جایی سروده شده است» می‌ستاید.